# Peridroma oliveata
Peridroma oliveata là một loài bướm đêm trong họ Noctuidae.